# Schœlcher
Schœlcher é uma comuna francesa no departamento ultramarino da Martinica. Estende-se por uma área de 21.17 km², e possui 19.847 habitantes, segundo o censo de 2018, com uma densidade de 940 hab/km².